# Артеменко, Николай Филиппович
Артеменко Николай Филиппович (март 1889 — 9 декабря 1937) — русский офицер, советский военачальник, комдив (1935), расстрелян по обвинению в участии в «военно-фашистском, повстанческо-террористическом заговоре».

## Биография
Уроженец слободы Троицкой Валуйского уезда Воронежской губернии. Русский. По происхождению из семьи военнослужащих.
В 1910-м году выдержал экстерном испытание на звание вольноопределяющегося. Обучался в 1-й Тифлисской школе прапорщиков (февраль 1915 года), ВАК при Военной академии РККА (1922—1923), в особой группе (с февраля 1934 года — Особый факультет) Военной академии РККА им. М. В. Фрунзе (октябрь 1933—1935).
Служащий магазина, конторы и банка.
На действительной службе — с 1914 года. Окончил учебную команду в 1914 году.
Унтер-офицер запаса. В июле 1914 года призван из запаса по мобилизации в 14-й пехотный Олонецкий полк 4-й пехотной дивизии. Участник Первой мировой войны: Северо-Западный фронт, Кавказская армия, Юго-Западный и Кавказский фронты. Унтер-офицер 14-го пехотного Олонецкого полка 4-й пехотной дивизии. Юнкер 1-й Тифлисской школы прапорщиков (до 15 февраля 1915 года). Прапорщик запаса армейской пехоты (Приказ по Кавказскому военному округу от 15.02.1915 г., ВП от 04.02.1916 г.; по Валуйскому уезду). Младший офицер 8-го Кубанского пластунского батальона 2-й Кубанской пластунской бригады; подпоручик, поручик, штабс-капитан. В боях был дважды ранен (12 мая 1915 г., у с. Радымно и 25 августа 1915 г., у с. Виньятинце). Эвакуирован в г. Тифлис (прибыл 25.10.1916 г.). Попал в плен (по-видимому, в период германо-турецкой интервенции в Закавказье), где находился до весны 1919 года. С октября 1918 года — член РКП(б). В Красной армии — с апреля 1919 года. Помощник военного комиссара (с 23 апреля 1919 года) и военный комиссар (с 11 декабря 1920 по 1921 год) Воронежской губернии. Во время рейда конной группы генерала Мамонтова по тылам Южного фронта — начальник внутренней обороны г. Воронежа (09—10 сентября 1919 года). В распоряжении командующего войсками Приволжского военного округа — с 12 мая 1921 года. В 1922 году — инспектор пехоты Запасной армии Республики и помощник командующего войсками Приволжского военного округа. В 1922—1923 годах был слушателем ВАК при Военной академии РККА. Главный инспектор военно-учебных заведений Приволжского военного округа (с 1923 года).

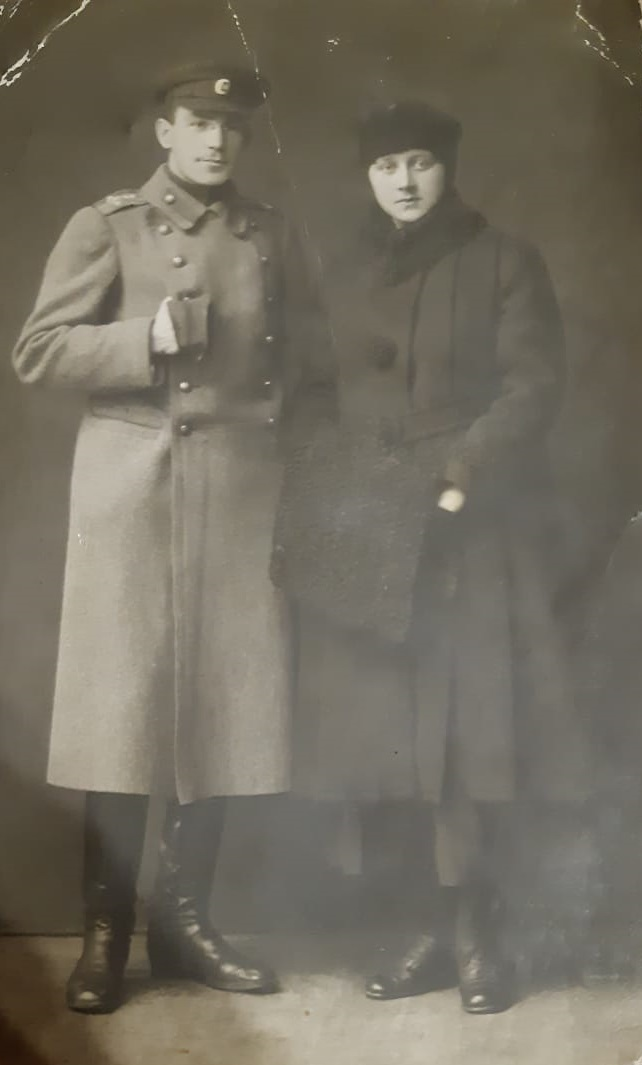
Николай Филиппович и Ванда Иосифовна Артеменко, 1918 год

С апреля 1924 по ноябрь 1925 года — начальник и военком 2-й Московской пехотной школы имени М. Ю. Ашенбреннера. С ноября 1925 по август 1926 года — начальник отдела по военному обучению в гражданских учебных заведениях Управления военно-учебных заведений РККА.
Из аттестации за 1925 год на Н. Ф. Артеменко, подписанной командующим войсками Московского военного округа Г. Д. Базилевичем: «Тов. Артеменко имеет большой служебный и боевой опыт Империалистической войны; в Гражданской — кроме кратковременной защиты г. Воронежа от банд Мамонтова, — боевого опыта не имел, служебный же опыт на высших штабных и командных должностях имел достаточный. Опытный командир и комиссар. Отличных умственных качеств. Может разобраться в любой обстановке. Нравственные и служебные качества безукоризненны; очень инициативен и самостоятелен; несколько горяч и упрям. Опытный педагог и воспитатель. Отлично руководил школой, которая два года выгодно выделяется среди других вузов в округе. Неослабно следит за развитие мвоенного дела. Лично разрабатывает военно-научные вопросы и руководит разработкой их в общем масштабе. Здоровье слабое (туберкулёз), но выносливостью обладает…».
С августа 1926 по 5 сентября 1928 года — начальник 3-го отдела Учебно-строевого управления Главного управления РККА. С 5 сентября 1928 по 5 декабря 1930 года — начальник и военком Киевской объединённой военной школы им. С. С. Каменева. Командир и военком Московской Пролетарской стрелковой дивизии Московского военного округа — с 15 октября 1930 по 01 ноября 1931 года. С 1 ноября 1931 по 28 марта 1932 года — командир 3-го стрелкового корпуса Московского военного округа в Иваново. Командир и военком 1-й механизированной бригады им. К. Б. Калиновского (г. Наро-Фоминск) Московского военного округа — с 28 марта 1932 по август 1933 года.

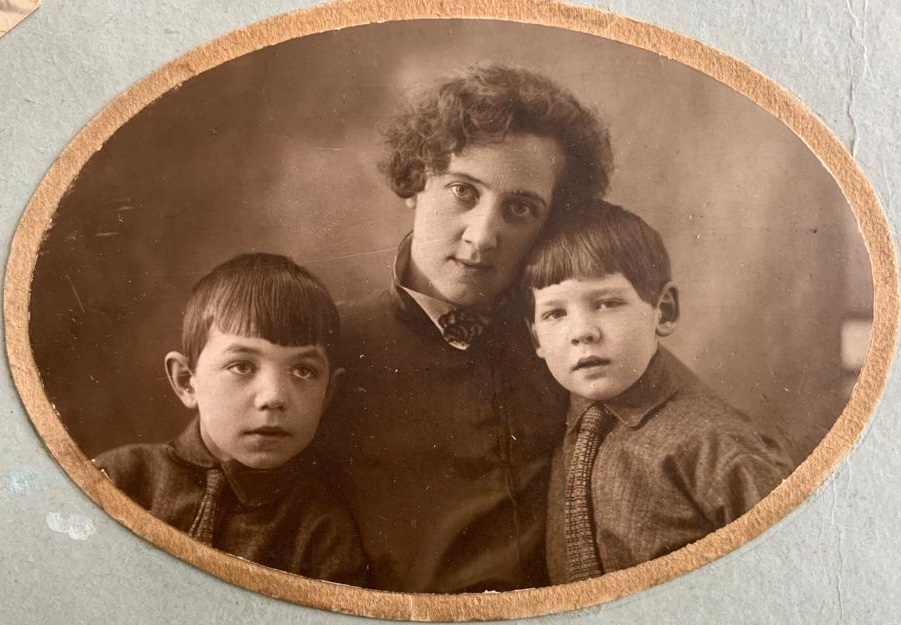
Слева направо: Юрий, Ванда Иосифовна и Игорь Артеменко, Киев, 1929 год.

Из аттестации на командира мехбригады Н. Ф. Артеменко, подписанной командующим войсками Московского военного округа А. И. Корком и членом РВС округа Г. И. Векличевым: «Весьма энергичный, волевой командир. Имеет крупный командный стаж, так как работал в качестве начальника разных школ, командира дивизии и корпуса. Назначенный на мехбригаду, весьма горячо взялся за дело и за короткий срок успел заметно повысить боеспособность бригады, укрепив дисциплину и борясь энергично с аварийностью машин. Умело руководит тактическими учениями. Обладает широким оперативным кругозором. Выдержанный член партии. Вполне соответствует занимаемой должности».
С августа 1933 по февраль 1934 года — начальник отдела военно-учебных заведений Управления механизации и моторизации РККА. Слушатель особой группы (с февраля 1934 года — Особый факультет) Военной академии РККА им. М. В. Фрунзе — с октября 1933 по 1935 год. Заместитель начальника Управления военно-учебных заведений РККА — с 1935 по 9 июня 1937 года. Комдив (26 ноября 1935 года).
Награждён орденом Красного Знамени.
Выдержка из приказа Реввоенсовета Республики № 284 от 16 июня 1920 г.: «Награждается орденом Красного Знамени помощник Воронежского губернского военного комиссара тов. Артеменко Николай Филиппович — за отличие при обороне гор. Воронежа во время нашествия мамонтовских банд 9 сентября 1919 г., выразившееся в следующем: в момент, когда противник был у стен Воронежа и над городом рвались снаряды, тов. Артеменко был назначен начальником внутренней обороны. При отсутствии организованной силы, по инициативе тов. Артеменко, при его непосредственном участии в течение 3,5 часов из числа всех случайно оставшихся в городе, всех свободных канцелярских работников был сколочен и вооружен берданами отряд в числе 320 чел., который в 19 часов вечера 9 сентября двинулся и занял участок, где был прорыв противника. При наличии 10—15 и 20 патронов на каждого стрелка, без единого пулемета в течение почти суток ими было отбито на расстоянии прямого выстрела 4 яростные атаки противника…»
Арестован 9 июня 1937 года (по другим данным — 10 или 13 июня). 9 декабря 1937 года Военной коллегией Верховного суда СССР по обвинению в участии в «военно-фашистском, повстанческо-террористическом заговоре» приговорён к расстрелу. Приговор был приведён в исполнение в тот же день. Место захоронения: Бутово-Коммунарка.
Реабилитирован Определением Военной коллегии от 9 июня 1956 года «за отсутствием состава преступления».

## Семья
Супруга — Ванда Иосифовна, родилась 5 октября 1899 года в городе Шавли (Литва) Российской империи. 22 декабря 1937 года как ЧСИР приговорена ОСО при НКВД СССР к восьми годам ИТЛ. Прибыла 1 февраля 1938 года в Акмолинское ЛО № 17 (А.Л.Ж.И.Р.) из Бутырской тюрьмы г. Москвы. Освобождена 5 августа 1946 года. Реабилитирована 28 сентября 1955 года «за отсутствием состава преступления».
Проживала в Москве. Скончалась 10 февраля 1986 года в Москве, похоронена на Ваганьковском кладбище (24-й участок).

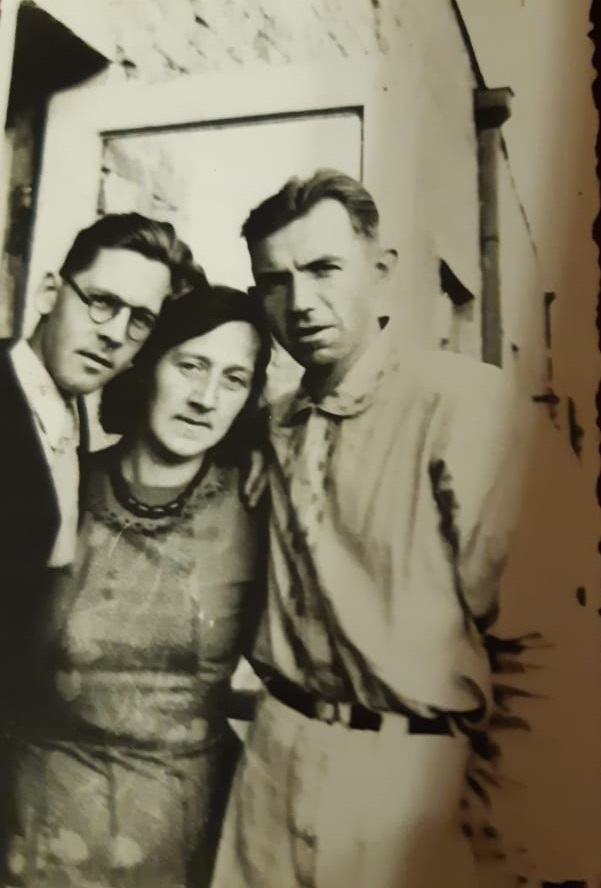
Слева направо: Игорь, Ванда Иосифовна и Юрий Артеменко, Харьков, август 1946-го года

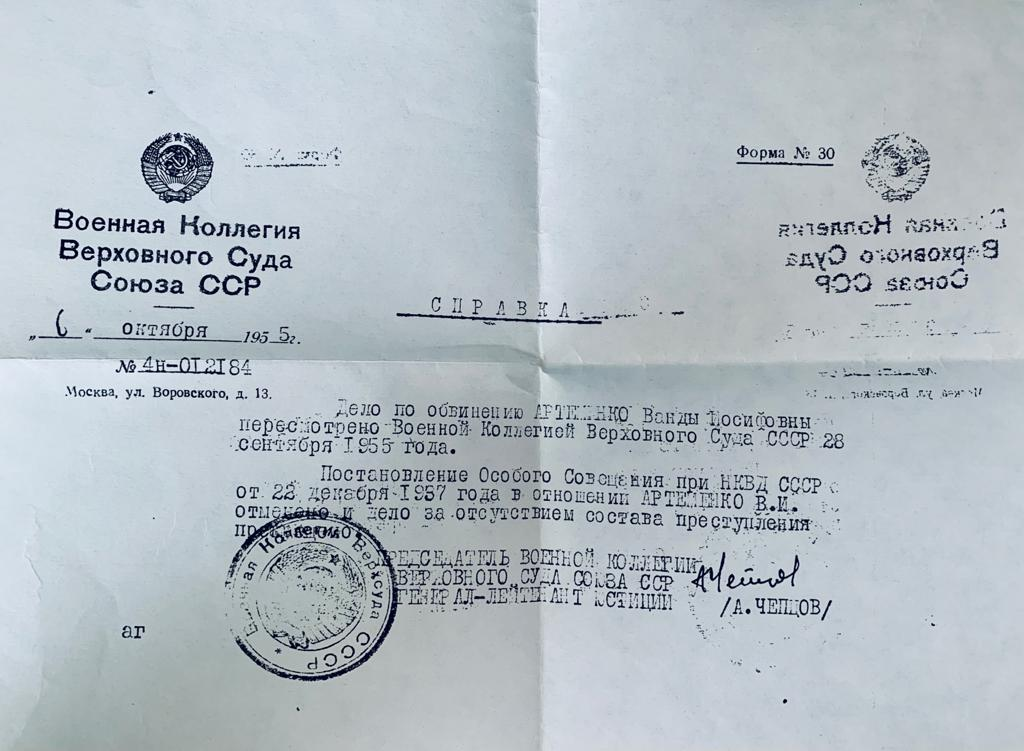
Справка о реабилитации В. И. Артеменко от 6 октября 1955 года

Старший сын — Юрий Николаевич Артеменко (02.08.1919—25.06.1980, Харьков), инженер, работал в ГНПП «Объединение Коммунар» (Харьков, УССР).
Младший сын — Игорь Николаевич Артеменко (07.07.1922, Куйбышев — 11.07.2002, Москва) — врач, заведующий подразделением 4-го Главного управления при Минздраве СССР. Похоронен на Ваганьковском кладбище (24-й участок).
Брат — Василий Филиппович Артеменко (1888—1957), похоронен на Ваганьковском кладбище.
Сестра — Клавдия Филлиповна Артеменко (19.11.1896 — 06.09.1979), похоронена на Ваганьковском кладбище (24-й участок).
Брат — Пётр Филиппович Артеменко (проживал в Воронеже).

## Награды
- Орден Св. Станислава 3-й ст. с мечами и бантом (ВП от 18 октября 1916 г.)[6].
- Орден Красного Знамени (Приказ Реввоенсовета Республики № 284 от 16 июня 1920 г.).